# Литовка, Игорь Юрьевич
И́горь Ю́рьевич Лито́вка (укр. Ігор Юрійович Литовка; род. 5 июня 1988, Никополь, Днепропетровская область) — украинский футболист, вратарь клуба «Андижан».

## Биография

### Клубная карьера
В ДЮФЛ выступал за никопольские команды — «Колос» и «Обрий». Выигрывал чемпионат Украины в котором выступали юноши до 19 лет. Позже два месяца находился на просмотре в запорожском «Металлурге». В 2006 году выступал за «Электрометаллург-НЗФ» в любительском чемпионате Украины, провёл всего 1 матч.
Зимой 2007 года перешёл в клуб «Севастополь», клуб тогда выступал во Второй лиге Украины. В команде дебютировал 5 мая 2007 года в выездном матче против комсомольского «Горняка-Спорт» (0:3), Литовка вышел в дополнительное время вместо Александра Сокоренко. Литовка долгое время оставался запасным вратарём.

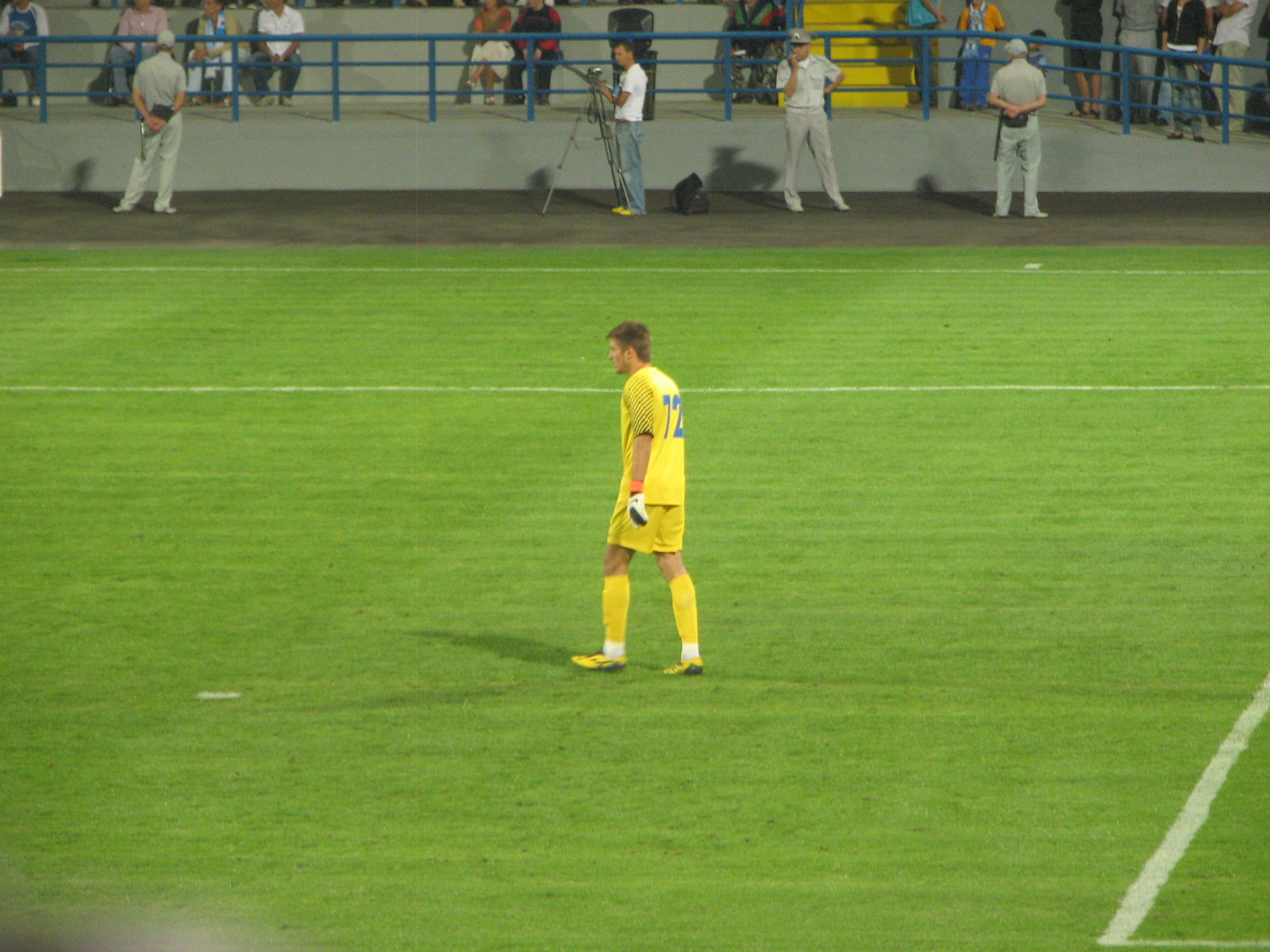
Литовка в сентябре 2011 года

Зимой 2009 года был отдан в аренду в симферопольскую «Таврия», с целью повышения квалификации. В команде провёл полгода и сыграл 11 матчей в молодёжном первенстве Украины. Затем вернулся в «Севастополь», не сумев закрепится в «Таврии». В декабре 2009 года появилась информация о том, что Литовка покинул стан команды. Позже побывал на просмотре в команде «Феникс-Ильичёвец» из села Калинино. Литовка успел сыграть в чемпионате Никополя по мини-футболу за «Обрий» в начале 2010 года и забить два гола. В конце января 2010 года заключил новый контракт с «Севастополем» на три года.
В сезоне 2009/10 «Севастополь» смог стать победителем Первой лиги Украины и выйти в Премьер-лигу. В Премьер-лиге дебютировал 19 ноября 2010 года в домашнем матче против киевского «Арсенала» (0:2), Литовка вышел в перерыве вместо Александра Сокоренко. В следующем матче против киевского «Динамо» (2:0), Литовка смог парировать два пенальти от Романа Ерёменко и Артёма Милевского. Из-за этого сайт Football.ua включил его в сборную 19-го тура. После этого Литовка в одном из интервью рассказал, что на отражённые пенальти его вдохновил Александр Шовковский, также о том, что на тренировках он отбивал пенальти, споря на сок и шоколад. В четвертьфинальном матче кубка Украины против «Таврии» 17 апреля 2013 года вышел на поле за минуту до окончания дополнительного времени для того чтобы занять место в воротах на время пробития послематчевых пенальти, взял первый же удар симферопольцев.
Летом 2014 года, после того как «Севастополь» снялся с соревнований, на правах свободного агента перешёл в состав новичка Премьер-лиги донецкого «Олимпика». После завершения сезона клуб не стал продлевать контракт с футболистом.
В марте 2016 года стал игроком латвийского клуба «Рига». В феврале 2018 года подписал контракт с черниговской «Десной».

## Достижения
- Победитель Первой лиги Украины (2): 2009/10, 2012/13
- Бронзовый призёр Первой лиги: 2017/18
- Победитель Второй лиги Украины: 2006/07